# الترجمة باستخدام لغة الإشارة الأمريكية
لغة الإشارة الأمريكية (ASL) هي لغة تستخدم إشارات اليد، تعابير الوجه، ووضعيات الجسم لنقل الأفكار. لغة الإشارة الأمريكية هي لغة غنية ومعقدة في الوقت نفسه على عكس اللغات المنطوقة، وتستخدم اللغة قواعد علم الأصوات، وقواعد لبناء الجمل، وتشكيل الكلمات وما إلى ذلك، واستخدام وسائل الاتصال اليدوية أو البصرية، بينما تعتمد اللغات المنطوقة على طرق التواصل الشفهية / السمعية. ويستخدم الصم وضعاف السمع في قارة أمريكا الشمالية لغة الإشارة الأمريكية، وغالبا ما تكون هذه اللغة لغتهم الأولى.
عرفت المنظمة الدولية للمعايير (ISO) الترجمة الشفهية على النحو التالي: «تجسيد رسالة منطوقة أو منظورة إلى لغة أخرى منطوقة أو منظورة، مع الحفاظ على تنظيم ومعنى محتوى لغة المصدر». يجب على مترجمين لغة الإشارة الفهم الكامل والقدرة على نقل المعلومات بموثوقية وبطلاقة دون تحيز، والمرونة في مواجهة أي نوع من الأوضاع الاجتماعية.

## دور مترجمو لغة الإشارة الأمريكية
يعمل المترجمون الشفويون في بيئات مختلفة، والتي تشمل البيئات الطبية والقانونية والتعليمية، والصحة العقلية، والمهنية وغيرها. غالبًا ما ينظر إلى الترجمة على أنها مهنة عملية مثل التدريس، والمشورة، والطب، وما إلى ذلك، لأن الأمر يتطلب دقة في تقدير العوامل الشخصية والبيئية، فضلا عن الخبرة في مهارات المهنة نفسها. يجب أن يكون المترجم قادراً على فهم المفاهيم التي يرونها ويسمعونها، وأن يترجم ذهنياً وينقلها بفعالية باللغة الثانية. على الرغم من أن المترجم الشفهي عادة ما ينوي أن يكون في خلفية المحادثة وألا يساهم في ما وراء الترجمة، فإن التغلب على الاختلافات بين اللغات كثيرًا ما يتطلب منه إصدار أحكام قد تغير من تدفق الاتصال كما هو الحال مع أي لغتين، كما أنه لا يوجد لدى لغة الإشارة الأمريكية واللغة الإنجليزية مقابل واحد للكلمات، مما يعني أن المترجمين الشفويين لا يمكنهم ببساطة ترجمة كلمة بكلمة.
ويجب أن تحدد كيفية التواصل بشكل فعال، بدلاً عن دقة ما يقولوا، مما قد يؤثر على تدفق المحادثة على سبيل المثال: إذا سأل أخصائي طبي المريض عما إذا كان «نشطًا جنسيًا»، يمكن أن يصبح التفسير معقدًا، لأنه في حين أن العبارة الإنجليزية لا تشير صراحة إلى شريك أو فعل محدد، فمن الصعب جدًا في الإشارة الأمريكية مناقشة النشاط الجنسي دون الإشارة إلى شريك أو فعل. وبالتالي، التفسير من اللغة الإنجليزية إلى الإشارة الأمريكية قد ينتج عنه تعاون المريض في المحادثة بدلا من الإجابة «بنعم/لا» التي قد يتوقعها الطبيب.
وكثيرا ما يتعين على المترجمين الشفويين أن يديرون المواقف التي تتضمن تعليقات من المتحدث أو دلالات قد يفتقدها الطرف الأخر، ويُترك للمترجم الشفوي القرار بشأن كيفية نقل تلك الدلالات، أو ما إذا كان لديهم تفويض للقيام بذلك. على سبيل المثال، قد يطلب الطبيب من مترجم أن ينقل إلى المريض، «لا يوجد شيء آخر يمكننا القيام به لك، سنقوم بكل ما نستطيع فعله من أجل راحتك.» في حين أن المعنى المقصود قد نُقل ببساطة، إلا أن المترجم يكون على علم بأن الطبيعة التلطيفية لهذه العبارة في اللغة الإنجليزية قد يفتقدها المريض الأصم. وهكذا، فإن المترجم وُضع في موقف يحتاج فيه إلى القول بصراحة للمرضى بأنهم سيموتون. في مثل هذه الحالة، قد يختار المترجم إلى مناقشة الصعوبة في تفسير المعنى مع الطبيب والسماح للطبيب بالتواصل مع المريض مباشرةً وأقل لطفاً، لذا يجب أن يكون المترجم قادراً على إدراك الحاجز اللغوي في هذه الحالة وليس ذلك فحسب، بل يجب أن يكون واعياً أيضا بالعوامل الداخلية حسب الوضع والحدود.

## التحديات التي يواجهها مترجمو لغة الإشارة الأمريكية
تتوفر برامج للحصول على الدرجات العلمية في ترجمة لغة الإشارة الأمريكية في الكليات والجامعات والمدارس التقنية وفي العلوم العلمية والتقنية في جميع أنحاء الولايات المتحدة، بدءاً من درجات الزمالة إلى درجة الماجستير. بالإضافة إلى ذلك، يعمل المترجمون الشفويون مع المرشدين، ويحضرون ورش العمل، ويحصلون على شهادات لكي يصبحوا أكثر براعة، ويكتسبون الخبرة، وتوفير فرص عمل إضافية.
أما المترجمون الشفويون الآخرون هم من الأطفال البالغين الصم (CODAs) وعادة ما يتعرضون هؤلاء مبكراً إلى ثقافة لغة الإشارة الأمريكية والصم، مما يميزهم على المتعلمين مؤخراً. في السنوات الأخيرة، أُجريت الكثير من البحوث لمعرفة ما إذا كان المترجمون الشفويون في مجال الخدمات المقدمة والخدمات المساعدة يصلون إلى التدريب الكافي والمتخصص والدعم الوظيفي في العالم الحقيقي لضمان النجاح والحماية من إرهاق المترجمين الشفويين. وتشير دراسات كثيرة إلى تقارير الإحباط من التدريب لدى المترجمين الشفويين الذي ثبت أنه غير كاف للتعامل مع مشاكل العالم الحقيقي، والافتقار إلى الدعم المهني.
وهناك مجموعة متنوعة من العوامل التي تسهم في زيادة الضغط على المترجم الشفوي: فتغيّر ظروف العمل والتوقعات، بل وحتى فهم دور المترجم ومسؤولياته يمكن أن تلعب دوراً. وكثيرا ما يكون المترجمون الشفويون طرفًا في مواقف عاطفية أو صادمة وفي تلك الحالات يحتاجون إلى تفسيرها، والتعامل مع ردود فعلهم الداخلية تجاهها. كما يعاني المترجمون الشفويون من الإجهاد البدني، وغالباً ما يكون ذلك على شكل اضطرابات صدمة تراكمية مثل متلازمة النفق الرسغي عندها قد يحتاجون إلى أخذ إجازة من العمل للتعافي.
تفسير ترجمة لغة الإشارة الأمريكية كمهنة تحتاج إلى مجموعة متنوعة من المتطلبات حدد روبين دين وروبرت بولارد، في تطبيق نظرية التحكم والطلب على المهنة، تحديد أربع أنواع من المتطلبات:
- المتطلب اللغوي – متطلب مرتبط مباشرة باللغة نفسها أو غير مباشر، والتي تتضمن وضوح المتحاورون عند التحدث أو عند القيام بالحركات وطلاقة لغة المحاور، واستخدام المفردات التقنية، ونبرة الصوت، وما إلى ذلك.
- المتطلب البيئي – متطلبات متعلقة بحالة التفسير. وتشمل هذه خطوط النظر، الضوضاء الجانبية، ونوعية الإضاءة، والانحرافات البصرية، وترتيبات الجلسات، والروائح، الخ..
- المتطلب العام – متطلبات مرتبطة بتفاعل المتحاورين، وكذلك الأشخاص الآخرين القريبين. وتشمل هذه العوامل الصلاحيات بين المتحاورين والصلاحيات الثابتة، وتفهم كل شخص لدور المترجم الشفوي، وتبادل الأدوار، والاتصالات الموجهة إلى المترجم الشفوي، وما إلى ذلك.
- المتطلب الشخصي– متطلبات تتعلق بالمترجم نفسه، سواءاً جسدياً أم نفسياً. وتشمل هذه ردود الفعل بالنيابة عن الاشخاص، ومخاوف السلامة، والشكوك حول أدائهم، والعزلة، ومخاوف المسؤولية وما إلى ذلك.

ولا يسبب النقص النسبي في تدريب المترجمين الشفويين بعد التخرج إلى إعداد المترجمين الشفويين لعلاج المتطلبات المختلفة المذكورة أعلاه، والتي قد يبرز كل منهما في كل مهمة خصوصا ًفي مجال الترجمة الشفوية .أتفق هيلر ات ال (1986) وشوارتز (1999) وواتسون "(1987) على أن هذه البيئة هي مساهم كبير في إرهاق المترجمين الشفويين بناءاً على الدراسات المشار إليها في Dean و (Pollard 2001) وبالتالي النقص الحالي في المترجمين الشفويين في الولايات المتحدة. ومع ذلك تُجرى بعض الخطوات من قبل العديد من الجهات، بما في ذلك مؤتمر مدربي المترجمين الشفويين وسجل المترجمين الفوريين للصم، لوضع واعتماد معايير من خلالها حُكِم على برامج التدريب. ذكر لوري سوابي وكارين مالكولم في كتاب (In Our Hands): لتثقيف المترجمين الصحيين (2012)، والذي يناقش الصعوبات المحددة التي يواجهها المترجمين في المجالات الطبية. الكتاب يغطي القضايا التي تنشأ عند تفسير الصحة النفسية، ومخاطر الصدمة بالتفويض، واستكشاف التفاعلات الأصل، للمساعدة في التدريب على الخطاب، وما إلى ذلك. المواضيع في الترجمة الشفوية للغة المنظورة: النظرية والعملية، قام بتحريرة تيري Janzen (2005)، ويغطي أيضا أمور أخرى، مثل القضايا التي تنشأ مع التفسير المتتابع، والأخلاق والمهنية التي تتعلق بالتفسير، وجهة نظر المجتمع الصم على أفضل الممارسات للمترجمين. ومع ذلك، فإن معياراً ثابتاً للتدريب العالي والدعم الوظيفي للمترجمين الفوريين في مجال التعليم الطبي لم يتحقق بعد.

## أهم المترجمين الشفويين
- مارلا بيركويتز هي المترجم الوحيد للصم المعتمدة للغة الإشارة الأمريكية في ولاية أوهايو في الولايات المتحدة
- دينيس دوغار
- كريستوفر ديلوديس
- أمبر غالاوي غاليغو
- غابرييل جاريت
- أوستن ب. ماكنزي
- ماري جان فيليب
- لوتي لويز ريكيهوف
- شيرلي تشايلدريس ساكستون
- كيث وان